# آنتونیو مارگریتی
آنتونیو مارگریتی (۱۹ سپتامبر ۱۹۳۰–۴ نوامبر ۲۰۰۲) که با نام مستعار آنتونی ام داوسون نیز شناخته می‌شود، فیلم‌ساز پرآوازهٔ ایتالیایی است. او در رم متولد شد و در ۷۲ سالگی در ویتربو در نزدیکی رم درگذشت.

## فیلم‌شناسی
- آقای هرکول (۱۹۷۳)
- اسم رمز: غازهای وحشی (۱۹۸۴)
- شوق مرگ (۱۹۷۶)
- آنجا که خورشید نمی‌تابد (۱۹۷۴)
- سرانجام… هزار و یک شب (۱۹۷۲)
- حکایت‌های عاشقانه (۱۹۷۲)
- پاهای طلایی (۱۹۵۸)